# 1991 új világörökségi helyszínei
Az UNESCO Világörökség Bizottsága az 1991. december 9-13. között Karthágóban megtartott 15. ülésszakán az alábbi helyszíneket nyilvánította a világörökség részévé:
| | Cápa-öböl Természeti Park |
| Ausztrália |                           |
| Természeti (VII)(VIII)(IX)(X) |                           |
| Védett terület: 2 200 902 ha, hivatkozás: 578 |                           |
| A zoológiai szempontból rendkívül fontos természetvédelmi terület Ausztrália legnyugatibb részén Perth városától 800 kilométerre található. A szirtekkel, lagúnákkal, homokdűnékkel tagolt tengerpart és öböl három dologról híres. Az egyik a tengeri tehenek (dugong) egy több mint tízezer példányos populációja, ami a világon a legnagyobbak közé tartozik, a másik a világ legnagyobb, körülbelül 5000 négyzetkilométeres tengerifű-telepe, a harmadik fotoszintetizáló kékbaktériumok által létrehozott üledékszerkezetek (sztomatolit-telepek), egyfajta folyamatosan növő algaréteg struktúrák. Ezek a baktériumok már 3,5 milliárd évvel ezelőtt is léteztek, a földi élet legkorábbi képviselői közé tartoznak. A tengerifű-mező kivételes fajgazdagsággal rendelkezik, elsősorban kisebb halak, héjas állatok és rákok élnek benne. A területen nagy számban láthatók ráják és cápák is esetenként palackorrú delfinek is megfigyelhetők. Itt található a púpos bálnák egyik párzóhelye, valamint tengeri teknősök és dugongok szaporodóhelye is. A szigetek és sziklák között sok tengeri madár is él, az ausztráliai madárfajok 35 %-a megtalálható itt. |                           |

| | Sucre történelmi óvárosa |
| Bolívia |                          |
| Kulturális (IV) |                          |
| Hivatkozás: 566 |                          |
| A települést 1538-ban alapították Ciudad de la Plata de Nuevo Toledo néven és fő feladata az volt, hogy élelemmel lássa el a spanyol gyarmatot. Kedvező éghajlata és termékeny földterületei, kiegészülve a közeli hegyek ezüstlelőhelyeivel komoly bevételeket hoztak a városnak, ami gyorsan fejlődött és rövidesen kulturális központtá vált. Itt alapították meg 1624-ben Amerika egyik legrégebbi egyetemét. Sok, a 16. századból származó egyházi épülete jó állapotban maradt meg, közülük legfontosabb az 1559-ben elkezdett és csak évszázadokkal később befejezett katedrális. 18. századi fehér épületeinek köszönhetően történelmi városrésze a legszebbek közül való Dél-Amerikában. Ebből a korból származik a Casa de la Libertad, a volt ferences kolostor, a San Felipe Neri-zárda, és a Palacio de la Gloria. A város jelenlegi nevét Antonio José de Sucre tiszteletére kapta, aki a 19. században a spanyoloktól való függetlenedés küzdelmeinek egyik vezető alakja volt. |                          |

| | Serra da Capivara Nemzeti Park |
| Brazília |                                |
| Kulturális (III) |                                |
| Hivatkozás: 606 |                                |
| A nemzeti park számos régészeti értéke közül a sziklás búvóhelyek falfestményei a legjelentősebbek. A legrégebbi rajzok 25 000 évesnél is idősebbek. A dél-amerikai földrészen itt találták meg az emberi élet eddig ismert legkorábbi nyomait. A rajzok többsége i. e. 10 000 és 4 000 között keletkezett és sokat elárul az itt élők hiedelemvilágáról és életéről. Embereket, állatokat, hétköznapi tevékenységeket jelenítenek meg. Az állatábrázolásokon óriás lajhárok, lovak, tevefélék, lámafélék ismerhetők fel és feltételezhető, hogy a környezet nagyban eltért a mostanitól. Tánc- és vadászjeleneteket is ábrázoltak, egyes képeken szertartások láthatók. A legrégebbi töredékes faldíszítmény a Pedra Furada barlangban található, keletkezését i. e. 26 000 és i. e. 22 000 közé datálják. Később már szavannai nyitott településeken is éltek népcsoportok, ezt agyagedények töredékei bizonyítják. A parkban összesen több mint háromszáz régészeti helyszínt tártak fel amelyek kapcsolatba hozhatók az első dél-amerikai közösségekkel. |                                |

| | Rauma óvárosa |
| Finnország |               |
| Kulturális (IV)(V) |               |
| Védett terület: 29 ha, puffer zóna: 142 ha, hivatkozás: 582 |               |
| Rauma, a 16. század közepéig Finnország egyik legjelentősebb városa volt. A Botteni-öböl partján található település egyike az ország legrégebbi kikötőinek. A város magja egy ferences rendi kolostor, a köréje épült alacsony faházakból álló 15. századi városmag elrendezése a hagyományos középkori városalaprajzokat követi. Az egy- és kétemeletes házak egységes hatást keltenek és Skandinávia legnagyobb faház-együttesét alkotják. A kolostoregyüttest a 15. század első felében emelték, ebből már csak az 1449-ben épült Szent Kereszt-templom áll, amelynek mennyezetét freskókkal borították. A kolostor többi része 1538-ig maradt fenn. A 17. század vége felé a városközpontban egy tűzvész pusztított, ennek ellenére az újjáépítéskor sikerült megőriznie népi építészeti hagyományait. A 18. és a 19. században a város birtokolta az ország legnagyobb kereskedelmi hajóflottáját, ennek köszönhetően a település felvirágzott. Ebből a korból származnak a házak gazdagon díszített homlokzatai. Az épületek nagy részét egy átfogó fejlesztési terv során restaurálták és a kétszintes városházában egy múzeumot helyeztek el. |               |

| | Suomenlinna erődítménye |
| Finnország |                         |
| Kulturális (IV) |                         |
| Védett terület: 210 ha, puffer zóna: 2 641 ha, hivatkozás: 583 |                         |
| Suomenlinna erődítménye, az európai hadiépítészet kiemelkedő példája egy több épületből álló, hat szigeten elterülő erődítményrendszer, a világ egyik legnagyobb tengeri erődítménye. Helsinki kikötőjének bejáratánál építették a 18. század második felében, amikor a terület a Svéd Királyság fennhatósága alatt állt. Az eredeti épületegyüttesből hat kilométernyi fal és 190 épület maradt meg. A munkálatok Augustin Ehrensvärd admirális felügyelete alatt 1748-ban kezdődtek, tervezésében francia hadmérnökök is szerepet vállaltak. Az épületegyüttes nagy része hamar, már 1772-re elkészült. 1808-ban az oroszok harc nélkül elfoglalták és a várost a Finn Nagyhercegség fővárosává tették. Ebből a korból csak egy ortodox templom, faházak és a helyőrség épületei maradtak meg. 1855-ben a krími háborúban az épületegyüttes súlyos károkat szenvedett, 1918-ban Finnország függetlenné vált, ezután kommunisták börtöneként használták. Mai nevét is 1918-ban kapta, amikor az eredetileg Sveaborgnak (svéd erődnek) nevezett erődláncot Suomelinnára (Finnország erődje) változtatták. A Helsinki egyedi földrajzi adottságaihoz tökéletesen alkalmazkodó épületegyüttes jelenleg népszerű turisztikai célpont. |                         |

| | Notre-Dame székesegyház, Saint Remi kolostora és Palais du Tau, Reims |
| Franciaország |                                                                       |
| Kulturális (I)(II)(VI) |                                                                       |
| Védett terület: 4,16 ha, hivatkozás: 601 |                                                                       |
| A reimsi Notre Dame-katedrális a 13. századi gótikus építészet egyik remekműve. Az 1211-ben elkezdett székesegyház volt a francia királyok koronázótemploma. A világörökségi helyszínhez három épületegyüttes tartozik, a Notre Dame-katedrális, a Palais du Tau (az érseki palota) és a Saint Remi -apátság és temploma. A katedrális jellegzetességei a nagyméretű nyílások a falban, a könnyedebb épületszerkezet, a nagy festett üvegablakoknak köszönhető világos belső tér, valamint a kifejező szobordíszítés. Az egyházi szertartásokban fontos szerepet játszó érseki palota 1500 körül épült majd a 17. században majdnem teljesen újjáépítették. A koronázások idején itt volt a francia királyok szálláshelye. A Saint Remi apátsági templom főhajója 9. századi, kórusa korai gótikus stílusban épült. Ablakai a 12. századból származnak. Itt található az első keresztény frank királyt, Klodvigot megkeresztelő Saint Remi érsek sírja is. A város évszázadokig a a katolikus egyház egyik franciaországi központja volt. |                                                                       |

| | A párizsi Szajna-part (a Pont de Sully és a Pont d'Iéna között) |
| Franciaország |                                                                 |
| Kulturális (I)(II)(IV) |                                                                 |
| Védett terület: 365 ha, hivatkozás: 600 |                                                                 |
| A helyszínhez a Szajna-part Pont de Sully és a Pont d'Iéna szakasza tartozik páratlan építészeti és kulturális remekművekkel. A mai történelmi városközpont jelentős része a 16. és a 20. század között, de legfőképpen a 17. században alakult ki. A széles terek és sugárutak összessége a 19. század végén és a 20. század elején hatott más országok várostervezésére is. A folyót fokozatosan volták ellenőrzés alá, hidakat építettek, a két szigetet is összekapcsolták a parttal, szabályozták a folyómedret és rakpartokat alakítottak ki. A helyszín legfontosabb részei a Notre-Dame-székesegyház, a Sainte-Chapelle, a Conciergerie épülete, a Louvre a világ egyik leggazdagabb műgyűjteményével, a Musée d’Orsay, a Grand és Petit Palais, a Bourbon-palota, a Madeleine-templom, az Invalidusok palotája és temploma, a Mars-mező, a Katonai Akadémia, a Chaillot palota, az Eiffel-torony, a Malaquais- és Voltaire-rakpart. |                                                                 |

| | Komodo Nemzeti Park |
| Indonézia |                     |
| Természeti (VII)(X) |                     |
| Védett terület: 219 322 ha, hivatkozás: 609 |                     |
| A nemzeti parkot három kis sziget alkotja: Komodo, Rinja és Padar, nevét a Föld legnagyobb gyíkjáról, az itt élő komodói varánuszról kapta. A megjelenésük és agresszív magatartásuk miatt „komodói sárkánynak” is nevezett óriásgyíkok kizárólag itt fordulnak elő, vaddisznót, szarvast, nagyobb madarakat, viperákat és teknősöket zsákmányolnak. A komodói varánusz a ma élő legnagyobb gyíkfajta, talajon élő nappali ragadozó. Szaglása rendkívül fejlett, a dögszagot öt kilométeres távolságból is megérzi. A szigetek növényvilágát trópusi monszun esőerdők, füves mezők és szavannák alkotják, a főemlősöket a jávai makákók képviselik. A vaddisznó csak később jelent meg a területen, azóta egyike a komodói sárkány fontos zsákmányállatainak. Az óriásgyíkok teljes egyedszámát hatezer példányra becsülik, ebből háromezer élhet a szigeten. A szigetek körül az árapálynak és az áramlatoknak köszönhetően magas a víz oxigéntartalma ezért kedvező szaporodóhely. A szigeten az édesvízkészlet és a menedéket nyújtó barlangok lehetővé tették az ember korai megtelepedését, ezt a neolitikumra datálható régészeti leletek is bizonyítják. |                     |

| | Ujung Kulon Nemzeti Park |
| Indonézia |                          |
| Természeti (VII)(X) |                          |
| Védett terület: 78 525 ha, hivatkozás: 608 |                          |
| Ujung Kulon, Indonézia első nemzeti parkja a Szunda-föld részét képező Jáva északnyugati részén fekszik, hozzá tartozik az azonos nevű félsziget, több part menti kisebb sziget és a Krakatau-rezervátum. Itt található a jávai síkság legnagyobb alföldi őserdője, valamint parti korallzátonyok és a Krakatau vulkán szigetének növényzete. Az esőerdő legveszélyeztetettebb állatfaja a jávai orrszarvú, vadon élő állományát hatvan példányra becsülik. Ez a park a legutolsó szaporodási területe. A védett területen más ritka állatfaj egyedei is megtalálhatók, ilyen például a jávai bateng, szarvas- és majomfajok, a leopárd, a sósvízi krokodil és szarvascsőrű madárfajok. A park ezen kívül jelentős kutatási helyszín, többek között kialudt vulkánok tanulmányozására is alkalmas. A terület természetes növénytakarója az alföldi esőerdő már csak a védett övezett egy részét borítja, ennek fő oka az emberi beavatkozáson kívül a Krakatau 1883-as kitörése. |                          |

| | Borobudur |
| Indonézia |           |
| Kulturális (I)(II)(VI) |           |
| Védett terület: 25,51 ha, puffer zóna: 64,31 ha, hivatkozás: 592 |           |
| A Jáva szigetén található Borobodur templomegyüttes a legfontosabb Indián kívüli buddhista szentély, amit a világ legnagyobb és legteljesebb buddhista szentélykomplexumaként tartanak számon. Építése körülbelül száz évig, az i. sz. 8. század közepétől a 9. század közepéig tartott. A többszintes épületben öt szabályos négyszögletű terasz jelképezi a földi életet, efölött három koncentrikus kört alkotó emelvény áll, (a mennyei, szellemi világ jelképe), ennek tetején egy lépcsőkön megközelíthető fősztúpa látható. A felső teraszokon 72, a fősztúpa felé tájolt kisebb sztúpa áll (a legendák szerint formájukat maga a Buddha határozta meg) és mindegyikben egy-egy szobrát helyezték el. A templomegyüttest egy hat kilométer hosszú, lapos domborművekkel borított fallal vették körül, a teljes épületkomplexum kialakításához hatvanezer köbméter követ bányásztak ki, faragtak formára és szállítottak az építkezés helyszínére. A zavaros politikai helyzet miatt az épület állapota a 11. századtól romlani kezdett, a feltételezések szerint a 14. századtól már nem is használták vallási célokra. A 19. század elején fedezték fel újra, kutatása 1835-ben kezdődött meg. A természeti csapások miatt megrongálódott épületet az UNESCO felügyelete mellett és pénzügyi támogatásával 1973 és 1982 között újjáépítették. |           |

| | Prambanani templomegyüttes |
| Indonézia |                            |
| Kulturális (I)(IV) |                            |
| Hivatkozás: 642 |                            |
| Prambanan egy 224 szentélyből álló, három koncentrikus kör köré épült hindu templomegyüttes Jáva szigetén Yogyakartától 14 km-re keletre. Egykor az volt a sziget legszentebb hindu vallási helyszíne. Építését az i. sz. 8 században kezdték és a 9. század második évtizedében készülhetett el. Az épületegyüttest Sivának szentelték, akit a leghatalmasabb istenségnek tartottak. A legbelső koncentrikus körben tizenhat templom található, ezek közül a legnagyobb a 47 méter magas Síva-templom, mellette áll a Brahma- és a Visnu-templom. A szentélyeket domborművek díszítették, ezeken a Rámájana indiai eposzból ábrázoltak jeleneteket. Nem sokkal azután, hogy az épületegyüttes elkészült építői sorsára hagyták, feltételezhetően a Merapi vulkán kitörése miatt. Egy 1549-es földrengéssorozatban komoly károkat szenvedett, ezután kőbányának is használták. A 20. század első felében újjáépítették majd 2006-ban egy újabb földrengésben megint károsodott. Sérüléseit azóta kijavították és ismét látogatható. A helyszínhez tartoznak a szomszédos épületegyüttesek is, Lumbung, Burah, Asu és Szeru, ezek közül Szeru szerkezetében és kinézetében is nagyon hasonlít hozzá. |                            |

| | Morelia történelmi központja |
| Mexikó |                              |
| Kulturális (II)(IV)(VI) |                              |
| Védett terület: 390 ha, hivatkozás: 585 |                              |
| A korábban Valladolid néven ismert település történelmi központja az egyik legjobb állapotban fennmaradt ilyen jellegű gyarmati városrész Amerikában, több mint kétszáz műemlék épülettel, köztük 21 templommal. Az Új-Spanyolország alkirálya által 1541-ben alapított város gyors fejlődének indult. Várostervezése során a spanyol reneszánsz építészetet vették alapul, amelyet ötvöztek a helyi stíluselemekkel. Hasonló rózsaszín árnyalatú házai egyedülálló hangulatot kölcsönöznek történelmi városrészének. Első templomát a reneszánsz stílusú Szent Ferenc-templomot 1546-ban szentelték fel. A főtéren álló barokk, kéttornyos, fehér kupolás székesegyházat 1660 és 1744 között építették fel, oltárfala churriguereszk stílusú. A város 1580-ban püspökség lett és egyetemi várossá vált. Bár sok nemesi család is letelepedett itt, lakóinak többsége továbbra is indián származású volt. A 19. században Valladolid fontos szerepet játszott a függetlenségi harcokban, a küzdelem egyik vezéralakja José María Morelos volt. Az ő tiszteletére változtatták meg 1828-ban a település nevét Moreliára. |                              |

| | Mozambik szigete |
| Mozambik |                  |
| Kulturális (IV)(VI) |                  |
| Hivatkozás: 599 |                  |
| Az Indiai-óceánban elterülő Mozambik szigetét, az ország névadóját a szárazfölddel egy 5 kilométer hosszú híd köti össze. Arab kereskedők már a 10. században egy települést alapítottak a területen, de igazán fontossá a 15. század végétől vált, miután Vasco da Gama kikötött a szigeten majd a portugál gyarmatbirodalom egyik fontos kikötője és átrakodóállomása lett. 500 éven keresztül, egészen 1975-ig a portugálok gyarmata volt, akik az indiai szubkontinenssel és annak közvetítésével egész Ázsiával kereskedtek. A sziget építészeti öröksége a sokáig változatlan építési technológiák, építőanyagok és díszítőelemek miatt rendkívül egységes. Az épületek kialakításakor a helyi hagyományok portugál, arab és indiai hatásokkal keveredtek. Itt található az 1521-ben épített Bástyás Szűz Mária-kápolna, ami feltehetően a legrégebbi épület az Egyenlítőtől délre. A Szent Sebestyén erődöt 1558 és 1620 között emelték helyi barokk stílusban. Hasonló stílusjegyeket mutatnak további védelmi létesítmények, erődök és számos egyházi épület is. 1975 után az ország fővárosává, közigazgatási székhelyévé vált és továbbra is megőrizte a kereskedelemben betöltött fontos szerepét. |                  |

| | Lorschi bencés apátság |
| Németország |                        |
| Kulturális (III)(IV) |                        |
| Védett terület: 3,34 ha, puffer zóna: 29,61 ha, hivatkozás: 515 |                        |
| A bencés apátság korai román stílusú műemlék Lorsch város szélén, Németország Hessen tartományában. Az apátságot 764-ben alapították és 468 évig állt fenn, majd 1232-ben a mainzi érsekség bekebelezte. A Kis Pipin uralkodása alatt alapított bencés apátság a 9-10. században élte fénykorát, amikor II. Lajos halálát követően a Karoling-királyok keleti frank ágának temetkezőhelyévé vált. A korai középkorban a Frank Birodalom egyik szellemi és kulturális központja volt. 1090-ben egy tűzvészben károsodott, a 12. században építették újjá. 1557-ben a reformáció idején beszüntették a működését. A kolostor romjai, a hozzá tartozó kapuház és a megmaradt műalkotások a kor egyik legjelentősebb apátságának emlékét őrzik. A kapuház az egyetlen teljes egészében fennmaradt Karoling-kori épület. Az apátságtól nem messze fekszenek egy korábbi kolostoregyüttes, az Altenmüster maradványai. A forrásokban már 764-ben említett épületegyüttesből költözött át néhány év után a kolostor Lorsch-ba. |                        |

| | Aïr és Ténéré Természeti Rezervátumok |
| Niger |                                       |
| A veszélyeztetett világörökségi helyszínek listájára került: 1992 |                                       |
| Természeti (VII)(IX)(X) |                                       |
| Védett terület: 7 736 000 ha, hivatkozás: 573 |                                       |
| A természeti rezervátum 77 000 négyzetkilométeren fekszik az ország északnyugati részén, ez Afrika második legnagyobb védelem alá vont területe. Hozzá tartozik a 400 kilométer hosszan elnyúló Aïr-hegység és kelet felé a Ténéré-sivatag, egy kavicsos, homokos síkság, ami fokozatosan homokdűnékbe olvad. A térség rendkívül száraz, előfordul, hogy évekig nem esik eső és szélsőséges a hőmérséklet ingadozás is. Az Aïr-hegység vulkanikus eredetű, egy sziklával borított masszívum, amelynek kristályos síksága középen 700 méter magasra emelkedik. A hegység legmagasabb pontja a 2310 méteres Grébuon-hegy. A hegység a rezervátum központja, amely a száheli régió állat- és növényvilágának ad otthont. Déli oldala az átlagnál csapadékosabb ezért délnyugati lejtői füves préri borítja. Ahol a földalatti vizek hozzáférhetőek pálmafák és akáccserjék élnek, a magasabban fekvő területeken pedig az olajfák és a ciprusok is megmaradnak. A rezervátumban fontos haszonnövények (olajfa, köles és cirok) vad változatai is élnek. A hely jellegzetes állatai az aïri muflonok, a vadszamarak és a sivatagi rókák. A terület már 9000 évvel ezelőtt is lakott volt, amit a hegylánc északi részén talált sziklavésetek bizonyítanak. A legkorábbi rajzok i. e. 7000-re datálhatók, míg a legkésőbbiek i. e. 3000 körül készültek. A vésetek háziállatokat ábrázolnak és a mainál nedvesebb éghajlatról tanúskodnak. A térségben uralkodó zavaros politikai helyzet miatt a helyszín felkerült a Veszélyeztetett világörökségi helyszínek listájára. |                                       |

| | A Duna-delta |
| Románia |              |
| Természeti (VII)(X) |              |
| Védett terület: 312 440 ha, hivatkozás: 588 |              |
| A Fekete-tengerbe ömlő Duna deltája a Volga-delta mögött Európa második legnagyobb folyótorkolata. A deltavidéket mellékfolyók, csatornák, tavak, erdők, lápok, nádasok és homokdűnék szövevénye alkotja. Az évente negyven méterrel gyarapodó torkolat Európa legnagyobb összefüggő mocsárvidéke, és itt található a világ egyik legnagyobb úszó nádszigete is. A védett terület európai mértékkel mérve óriási, és a világ egyik legnagyobb és legfontosabb bioszféra rezervátuma, amit azonban a vízszennyezés és a nádasok kereskedelmi célú hasznosítása fenyeget. Számos édesvizű tavát sűrű növénytakaró borítja. A deltavidék fontos élőhely a vándormadarak és más állatok számára, a lagúnarendszerrel együtt több mint hatszázezer hektárt elfoglaló védett övezet pihenőhelyet nyújt a költöző madarak számára is. A rezervátumban mintegy 300 madár-, 45 hal- és 1150 növényfaj talál élőhelyet, 176 madárfaj itt is költ. A nagy testű madarak között gyakori a hattyú, a lúd, a szürke gém, a pelikán és a kanalasgém. A vizek halban gazdagok, és megtalálható köztük a ma már ritka tokhal is. |              |

| | Poblet-kolostor |
| Spanyolország' |                 |
| Kulturális (I)(IV) |                 |
| Védett terület: 18 ha, puffer zóna: 162,5 ha, hivatkozás: 518 |                 |
| A Tarragona tartományban fekvő Poblet román és kora gótikus stílusú cisztercita kolostorát 1150-ben alapították és egészen a 19. századig éltek benne szerzetesek. A barcelonai gróf által alapított erődként, királyi rezidenciaként és temetkezési helyként is funkcionált. Az épületeket védő három koncentrikus falgyűrű a 14. századi katonai építészet jelentős alkotása. Figyelemre méltóak a gyűrűket tagoló 14. és 15. századi kapuk is. A főtemplomtól északra fekszik a kerengő, a kútház, a káptalani terem, a hálóterem, a refektórium és a konyha. A kolostor temploma a 12. században épült, majd a 13. és a 14. században gótikus stílusban kibővítették. Barokk homlokzatát 1670-ben alakították ki. A benne található két nagyméretű 14. századi (a 19. században restaurált) szarkofágban az aragóniai-katalán uralkodócsalád több tagját temették el. A jelentős vallási központban gondnoki lakást, vendégházat, melléképületeket, apáti szállást és gyengélkedőt is kialakítottak. |                 |

| | Dambulla arany temploma |
| Srí Lanka |                         |
| Kulturális (I)(VI) |                         |
| Védett terület: ha, puffer zóna: ha, hivatkozás: 561 |                         |
| A Srí Lanka középpontjában elhelyezkedő Dambulla öt barlangtemploma az ország legnagyobb és legjobb állapotban megőrződött barlangtemplom együttese. A szobrokkal és falfestményekkel díszített templomok története a buddhizmus kezdetéig nyúlik vissza. A barlangok háromszor, az i. e. 1. században, az i. sz. 12. és az i. sz. 18. században játszottak központi szerepet a hívők életében. A területen eredetileg egy buddhista kolostori rend tagjai éltek ebből a korból 80 lakóhely maradványait azonosították. Az első templomban egy 14 méter hosszú fekvő Buddha szobor található. A negyedik templom a legrégebbi, az ötödik barlangtemplomot viszont az 1820-as évek stílusában újították fel. A barlangtemplomokat a sziklafal irányában bővítették, a 12. században díszítették szobrokkal és ekkor már nagyjából elnyerték jelenlegi formájukat. A gazdagon díszített templombelsőkben összesen 154 Buddha szobrot helyeztek el. Körülbelül 2100 négyzetméteres felületet falfestményekkel borítottak be, több rétegben, ugyanis a hagyomány szerint a falak díszítésék időnként fel kell újítani. |                         |

| | Drottningholm Királyi Palota |
| Svédország |                              |
| Kulturális (IV) |                              |
| Védett terület:162,49 ha, puffer zóna: 3 227,63 ha, hivatkozás: 559 |                              |
| A drottningholmi királyi palota Stockholm mellett a Máralen-tó közelében helyezkedik el. A 17. században emelt palota a franciaországi Versailles-i kastély mintájára épült. Svédország legnagyobb barokk épületegyüttesét 1662-ben kezdték építeni X. Károly Gusztáv özvegyének, Hedvig Eleonóra királynénak megrendelésére és 1700-ra készült el. A terveket idősebb Nicodemus Tessin készítette. Az épületet 1750-től elkezdték kibővíteni, és a munkálatok egészen a 18. század végéig tartottak. Belső díszítését rokokó stílusban alakították át. 1777-től kezdve az épületben állami rendezvényeket is tartottak, ezért ekkor egyes részei a korban divatos klasszicista díszítést kaptak. A kastélyt körülvevő angolkertet III. Gusztáv idejében alakították ki, a Kínai pavilonnal egy időben. A palota színháza tökéletes állapotban maradt meg, a 20. század eleji felújítása után jelenleg is üzemel. A 18. században épült színházak közül egyedülálló módon gyors jelenetváltás lehetővé tevő mechanikus szerkezete működőképes és eredeti berendezése is megmaradt. A palota 1922-től ismét királyi rezidencia, ekkor a korábban elszállított 18. századi bútorzat és dekoráció egy része ismét a palotába került. |                              |

| | Szukhothaj történelmi városa |
| Thaiföld |                              |
| Kulturális (I)(III) |                              |
| Védett terület: 11 852 ha, hivatkozás: 574 |                              |
| A Thaiföld északi részén ma már romokban álló Szukhotaj a 13. és a 14. században az első Sziámi Királyság központja volt. A királyságot a khmerek 1238-as kiűzése után alapították. Itt alakult ki az úgynevezett „szukhotaj stílus”, egy olyan művészeti és építészeti irányzat ami az erőteljes khmer befolyás jellegzetességeit ötvözte a helyi díszítőelemekkel. A település megőrizte erődítményeinek nagy részét, a városközpontban fennmaradt épületek jelentős része a thai építészet kezdeti szakaszából származik. Legfontosabb épülete a Wat Mahathat épületkomplexum ami egykor kolostor volt és egyben a város vallási központja. Az egykor hatalmas épületegyüttes többek között csarnokokból, a relikviák őrzésére szolgáló terekből, a királyi templomból, chedikből, sztúpákból és a temetőből állt. A Wat Si Chum templom nagyméretű ülő Buddha-szobráról nevezetes, amely egyike a jellegzetes szukhotaji stílusú karcsú és elegáns szobroknak. A korábbi San Ta Pha Daeng és Wat Si Sawai templomok még erőteljes khmer befolyásról tanúskodnak. A helyszínhez tartozik még Si Satchanalai a kerámiakészítéséről nevezetes település, valamint a stratégiailag fontos helyen álló Kamohena Pet. |                              |

| | Ajutthaja történelmi városa |
| Thaiföld |                             |
| Kulturális (III) |                             |
| Védett terület: 289 ha, hivatkozás: 576 |                             |
| A Lopburi folyó szigetén álló Ajutthaját a második Sziámi Birodalom fővárosát 1350 körül alapították. Ekkortól számítják Thaiföld (Sziám) államiságát. A település idővel a kelet egyik legnagyobb és leggazdagabb városa lett, virágkorában 375 kolostorral és templommal, 21 erődítménnyel és 100 városkapuval rendelkezett. Egyik fő jellegzetessége egy nagyméretű ereklyetartó torony, úgynevezett prang volt. Fennállásának 400 éve alatt 33 király székhelye volt, és a Khmer Birodalom utódjának politikai és kulturális központja. Építészetét kezdetben különböző helyi hagyományok keveredése jellemezte, később, a 15. században viszont egy különálló művészi stílusa fejlődött ki. A város lakói nyugati irányban is kereskedtek, ennek következtében építészetükben új hatások jelentek meg. Ma romokban álló templomai mellett kukoricacsőre emlékeztető prangok és harang alakú chedik emelkednek, legfontosabb műemlékei a Wat Phra Si Sanphet, a Wat Mahathat és a Wat Rajaburana templom együttesek. A település 1765-ben burmai kézre került és lerombolták. |                             |

| | Thungjaj–Huajkhakheng Vadrezervátum |
| Thaiföld |                                     |
| Természeti (VII)(IX)(X) |                                     |
| Védett terület: 622 200 ha, hivatkozás: 591 |                                     |
| Thaiföld nyugati részén a burmai határ közelében két összefüggő vadrezervátum (a Thungjaj és a Huajkhakheng) összesen 6100 négyzetkilométert foglal el, ezzel Délkelet-Ázsia legnagyobb vadrezervátumát alkotják. A területen megtalálható a kontinentális Délkelet-Ázsia szinte minden erdőfajtája amelyek szavannaszerű hegyi tájakkal váltakoznak. A két rezervátumban legalább harmincnégy nemzetközileg veszélyeztetettnek minősített faj él, és lehetőséget nyújt nagytestű ragadozók (pl. tigris, leopárd, ködfoltos párduc) és növényevő állatok (elefánt, tapír) életképes populációjának fenntartásához. Az itt élő állatfajok nagy száma annak köszönhető, hogy a jégkorszak idején a legszárazabb időszakban is örökzöld növényzet borította. A védett területet szándékosan nem nyilvánították nemzeti parknak, így nem is nyitották meg a látogatók előtt, viszont egy meghatározott körzetben engedélyt adtak a trópusi fák felhasználására. A rezervátum jellegzetes állatai még az ázsiai tulok, a disznószarvas, az oroszlánmakákó valamint huszonkét harkályfaj. |                                     |